# The New Exploits of Elaine
The New Exploits of Elaine è un serial del 1915 diretto da Louis J. Gasnier, Leopold Wharton, Theodore Wharton: in dieci episodi, riprende il personaggio di Elaine Dodge, la protagonista de I misteri di New York. L'eroina del film è sempre interpretata da Pearl White, affiancata da Creighton Hale.
La trilogia dedicata al personaggio, è chiusa dall'ultimo capitolo, Transatlantic, girato nello stesso anno; anche questo a Ithaca, nello stato di New York e con gli stessi interpreti.

## Trama

### Episodi
1. The Serpent Sign
2. The Cryptic Ring
3. The Watching Eye
4. The Vengeance Of Wu Fang
5. The Saving Circles
6. Spontaneous Combustion
7. The Ear in the Wall
8. The Opium Smugglers
9. The Tell-Tale Heart
10. Shadows Of War

## Produzione
Il film fu prodotto dai fratelli Leopold e Theodore Wharton per la Pathé Frères Films.

## Distribuzione
Il serial venne distribuito nelle sale dalla Pathé Exchange il 5 aprile 1915. Viene considerato un film perduto.